# アイスの実

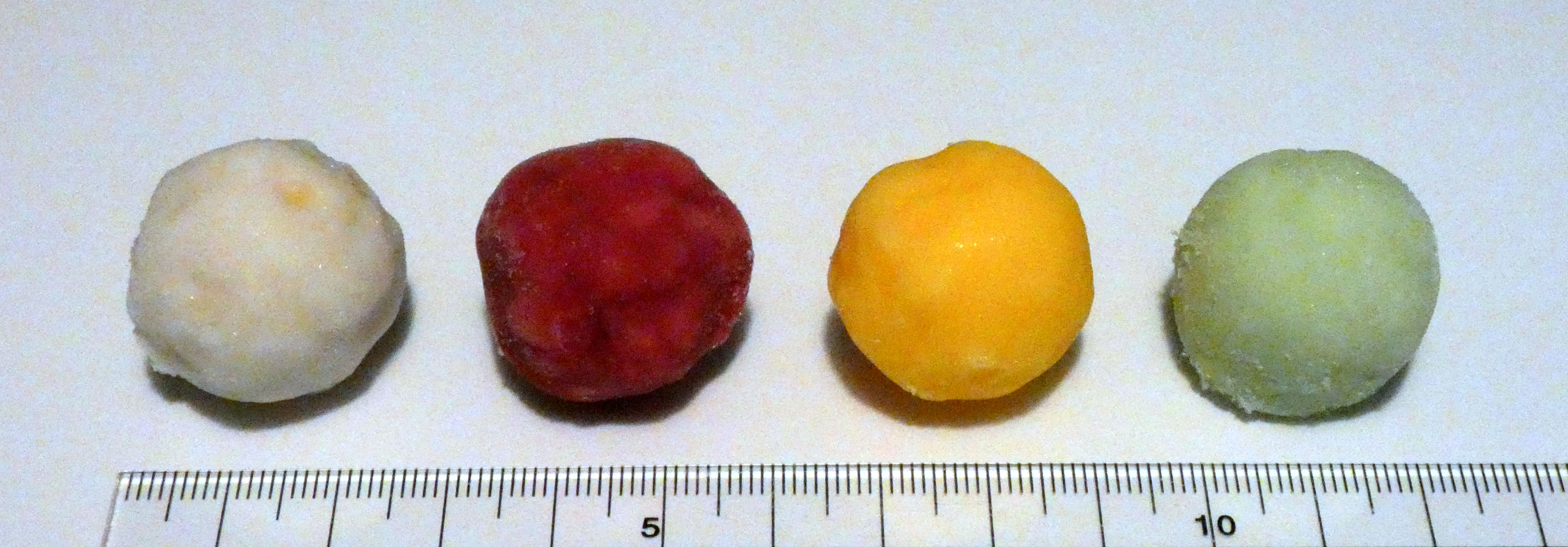
白いカフェオレ、濃いぶどう、濃いみかん、大人のシャドルネ

アイスの実（アイスのみ）は、江崎グリコから発売されているシャーベット。1986年発売のロングセラー商品である。

## 概要
食べやすいよう一口大の球状になっているのが特徴で、味ごとに様々な色をしている。
商品の開発にあたって新しいアイスを社内公募し、一営業社員の奥さんのアイデアが採用され、丸い形状・カラフルなカラーのアイスが実現した。
1986年に「キャンデーボール」の商品名で発売。「アイスの実」の名は紙箱に書いてあるキャッチコピーに過ぎなかった。1989年に商品名を正式に「アイスの実」に変更。
2009年3月にリニューアルし、これまでの紙箱と内袋からアルミパウチへとパッケージを変更。その結果、同年4月から6月の出荷額は前年比2.7倍と大幅に伸びた。翌2010年には、袋の上部左右両方に切れ目が入り、開け方が二通り（「1個だけ取り出し」と「丸ごと取り出し」）から選べる様になった。2013年には、それまでの「一袋に4種類の味が混ざっている」構成から、「一袋に一つの味」の構成に変更された。
2013年時点では、12個入りと6個入りの袋が6袋入ったマルチパックが発売されている。

## フレーバー

### 現在
12個入り
- マンゴー
- メロン
- ぶどう
- もも

マルチパック
- ぶどう・りんご
- ソーダ・レモンスカッシュ

国産野菜シリーズ
- かぼちゃ
- さつまいも
- とうもろこし

### 過去
過去にはチョコレート、ミルクなどの味もあった。「ラテスタイル」と称するシリーズもあった。
- りんご
- いちご

（2009年3月30日より発売分）
- オレンジ
- 白いカフェオレ

## 歴代CMキャラクター

### 現在
- 吉高由里子（2018年 - ）

### 過去
- 芳本美代子（1986年 - 1988年）
- 桜井幸子（1989年）
- 田中陽子（1991年）
- 山口リエラ（1992年）
- 奥菜恵（1996年 - 1997年）
- 山田花子（1997年）
- 山田まりや（1999年）
- 神田沙也加（当時はSAYAKA名義）（2001年 - 2003年）
- 阿部亮平（2005年）
- 石原さとみ（2006年）
- 千紗（GIRL NEXT DOOR）（2009年）
- 井上真央（2010年）
- AKB48（2011年 - 2012年）
  - 板野友美・大島優子・篠田麻里子・高橋みなみ・前田敦子・渡辺麻友・江口愛実[3]（2011年）
  - 江口・松井珠理奈・渡辺美優紀を除く2012年5月末時点所属の全メンバー（2012年）
- きゃりーぱみゅぱみゅ（2013年 - 2017年）